# Umor
Umor je kvalificirana oblika uboja. Za umor gre, kadar kdo drugemu naklepno vzame življenje, ob tem pa so podane določene okoliščine iz 2. odstavka 116. člena KZ-1: na grozovit ali zahrbten način, iz koristoljubnosti, maščevanja in podobno.
Umor je pravno definiran kot kaznivo dejanje, ki ga človek stori nad drugim človekom in povzroči njegovo smrt, brez pravnega izgovora in z namenom ga ubiti oz. mu povzročiti hujše telesne poškodbe. V večini držav je opredeljen kot najhujši zločin, ki se ga kaznuje z najvišjo kaznijo, kar jih predvideva zakon. Oseba, ki je storila umor, je morilec/morilka.

## Opredelitev umora in kazni v Sloveniji
Umor je v Kazenskem zakoniku (Uradni list RS, št. 50/12 – uradno prečiščeno besedilo, 6/16 – popr., 54/15, 38/16 in 27/17) opredeljen v 116. členu takole:
1. Kdor koga umori s tem, da mu vzame življenje
  1. na grozovit ali zahrbten način;
  2. zaradi ukrepanja pri uradnih dejanjih varovanja javne varnosti ali v predkazenskem postopku ali zaradi odločitev državnih tožilcev ali zaradi postopka in odločitev sodnikov ali zaradi ovadbe ali pričanja v sodnem postopku;
  3. zaradi kršitve enakopravnosti;
  4. iz morilske sle, iz koristoljubnosti, zato da bi storil ali prikril kakšno drugo kaznivo dejanje, iz brezobzirnega maščevanja ali iz kakšnih drugih nizkotnih nagibov;
  5. z dejanjem, storjenim v hudodelski združbi za storitev takih dejanje
2. se kaznuje z zaporom najmanj petnajstih let.

### Umor najvišjih predstavnikov države
Poleg navadnega umora, Kazenski zakonik v 33. poglavju (KAZNIVA DEJANJA ZOPER VARNOST REPUBLIKE SLOVENIJE IN NJENO USTAVNO UREDITEV) opredeljuje tudi umor najvišjih predstavnikov države:
352. člen
1. Kdor z namenom, da bi ogrozil ustavno ureditev ali varnost Republike Slovenije, vzame življenje predsedniku Republike Slovenije, predsedniku državnega zbora, predsedniku državnega sveta, predsedniku vlade, predsedniku ustavnega sodišča ali predsedniku vrhovnega sodišča, se kaznuje z zaporom najmanj desetih let ali z zaporom tridesetih let.
2. Kdor z namenom, da bi ogrozil ustavno ureditev ali varnost Republike Slovenije, vzame življenje poslancu, članu državnega sveta, članu vlade, sodniku ustavnega sodišča ali sodniku vrhovnega sodišča, se kaznuje z zaporom najmanj desetih let.